# Solitudolaanspoorbrug
De Solitudolaanspoorbrug, waarvan de coördinaten, de Solitudolaan en het Solitudopad liggen in Amsterdam-Oost. De Solitudolaan en het -pad kregen in 2015 hun namen, toen in deze omgeving nieuwe woonhuizen werden gebouwd en er herinrichting van wegen kwam. De spoorbrug werd in februari 2018 naar de laan vernoemd.
De bouw van dit spoorviaduct geschiedde in twee fasen. De bouw was noodzakelijk in het kader van de Spoorwegwerken Oost. De spoorlijn tussen het Weesperspoorstation en Utrecht lag vanaf de aanleg op maaiveldniveau. Dit had tot gevolg dat in stedelijk gebied er tal van spoorwegoversteekplaatsen waren die steeds open en dicht moesten. Daarbij nam het autoverkeer toe en ook de onveiligheid. Door het begin/eindstation te verplaatsen naar het Amsterdam Centraal Station en vervolgens het spoor op een dijklichaam en over viaducten daarin te leggen, werden alle gelijkvloerse kruisingen opgeheven. Het betekende wel het eind van het Weesperpoortstation en het begin van het Station Amsterdam Amstel. Bij de bouw van dat station was rekening gehouden met de verhoogde ligging van het spoor, maar vlak daarnaast aan de westzijde lag nog tijden het verlaagde spoor. Ten zuiden van het station werden vervolgens ook ongelijkvloerse kruisingen aangelegd. Er werd in 1939 gebouwd aan de Overzichtspoorbrug, de Omvalspoorbrug en de Solitudolaanspoorbrug, al kregen ze pas veel later hun naam. Die eerste twee lagen nog in gebied van Amsterdam, die laatste in de gemeente Ouder Amstel. In 1921 werd dat gebied opgeslokt door Amsterdam. In eerste instantie hoefde het viaduct in het verlengde van de Korte Ouderkerkerkdijk alleen het dubbelspoor te dragen. Die overspanning werd te smal toen op dit traject ook nog rails moest worden aangelegd voor de Oostlijn van de Amsterdamse Metro. In 1974 begon men met het verdubbelen van de Omvalspoorbrug en vlak daarna ook met het verbreden van dit spoorviaduct. Op 16 oktober 1977 werd die lijn (deels) geopend. Vanaf toen was er een circa dertig meter breed viaduct in gebruik met van oost naar west de spoorrails richting Amsterdam, 1x metrorails stad in, doodlopende metrorails, 1x metrorails stad uit, spoorrails stad uit. De combinatie van metrorails was nodig vanwege een rangeerstation dat hier is gebouwd en voor het geval de metro richting stad niet verder kan dan de Weespertrekvaart. Het metrostation Spaklerweg, dat pas in 1982 werd geopend, kan dan als eindhalte gebruikt worden. In 1990 verschenen stad in en stad uit tussen de sporen van de Oostlijn de sporen voor de sneltram 51. 
De brug werd in december 2017 vernoemd tot Lindenhoevespoorbrug, naar de nabij gelegen Lindenhoeveweg en Lindenhoevestraat. Vervolgens vond er in februari 2018 een hernoeming plaats naar Solitudolaan (en -pad). Alle vier de straatnamen zijn (nog) weinig bekend in Amsterdam. Het viaduct gaf eerder vanaf de Spaklerweg toegang tot de H.J.E. Wenckebachweg, waar aan gevestigd waren de Bijlmerbajes en Hells Angels Holland. Die Wenckebachweg werd ter plaatse verlegd en kreeg nieuwe namen, de Bijlmerbajes kreeg vervolgens een andere bestemming en het honk van de Hells Angels werd afgebroken.

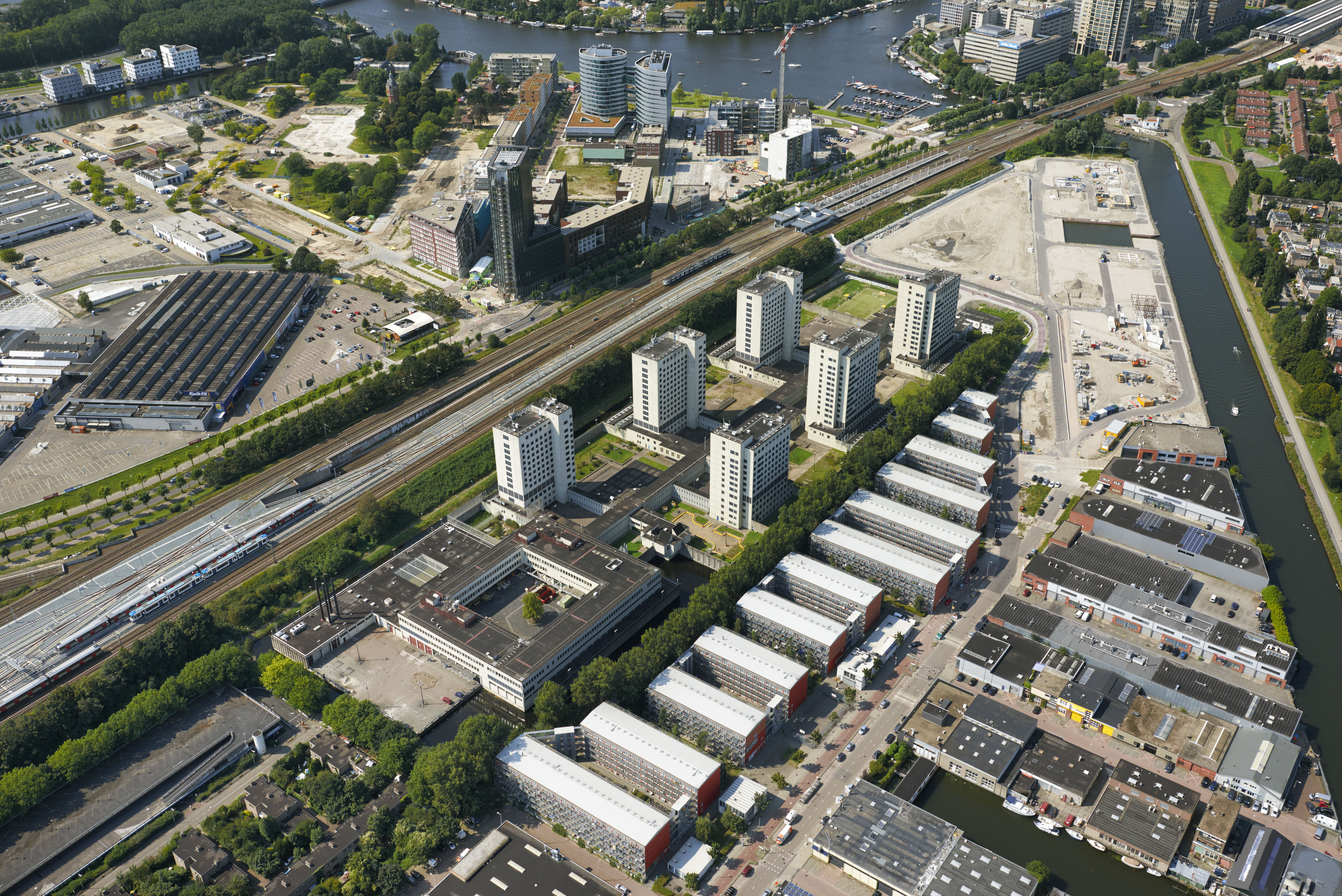
Een luchtfoto van het gebied, op de zandvlakte het Solitudopad (links langs de Weespertrekvaart), de Solitudolaan (links parallel daaraan), de Lindenhoeveweg (langs het spoor), de Lindenhoevestraat (dwars op het spoor), afgebeeld rechtsboven de zes torens van Bijlmerbajestorens (2016)

Abcouderpadspoorbrug ·
AMC-Padspoorbrug ·
Amstelveensewegspoorbrug ·
Anderlechtspoorbrug ·
Arlandaspoorbrug ·
Basiswegspoorviaduct Oost ·
Basiswegspoorviaduct West ·
Beethovenspoorbrug ·
Ben Viljoenspoorbrug ·
Beukenwegspoorbrug ·
Bonispoorbrug ·
Bos en Lommerspoorbrug ·
Spoorbrug in de Burgemeester Stramanweg · 
Bullewijkspoorbrug ·
Carrascospoorviaduct ·
Celebesspoorbrug ·
Comeniusspoorbrug ·
Czaar Peterspoorbrug ·
Cruquiusspoorbrug ·
Dalsteinbrug ·
Domselaerspoorbrug ·
Erasmusspoorbrug ·
Europaboulevardspoorbrug ·
Frans de Wollantsspoorbrug ·
Gaasperdammerspoorbrug ·
Haarlemmerwegspoorbrug ·
Heemstedespoorbrug ·
Hemsterhuisspoorbrug ·
Henk Sneevlietspoorbrug ·
Hoogoorddreefspoorbrug ·
Houtmanspoorbrug ·
Houttuinenspoorbrug ·
Insulindespoorbrug ·
Jan Evertsenspoorbrug ·
Jan van Galenspoorbrug ·
Johan Huizingaspoorbrug ·
Kabelwegspoorbrug ·
Karspeldreefspoorbrug ·
Kastrupspoorbrug ·
Kattenburgerspoorbrug ·
Korte Prinsengrachtspoorbrug ·
Kruislaanspoorbrug ·
Lelylaanspoorbrug ·
Linnaeuskadespoorbrug ·
Linneausstraatspoorbrug ·
Meibergpadspoorbrug ·
Molukkenspoorbrug ·
Mr. Treubspoorbrug ·
Museumlijnspoorbrug ·
Nieuwegeinspoorbrug ·
Nieuwe Haagsespoorbrug ·
Noordzeewegspoorbrug ·
Omvalspoorbrug ·
Oostertoegangsspoorbrug ·
Oosterdoksspoorbrug ·
Overbrakerspoorbrug ·
Overzichtspoorbrug ·
Pablo Nerudaspoorbrug West ·
Pablo Nerudaspoorbrug Oost ·
Parnassusspoorbrug ·
Piarcospoorviaduct ·
Pieter Calandspoorbrug ·
Planciusspoorbrug ·
Ringdijkspoorbrug ·
Robert Fruinspoorbrug ·
Rozenoordspoorbrug ·
Schinkelspoorbrug ·
Seinewegspoorbrug Noord ·
Seinewegspoorbrug Zuid ·
Sloterdijkerwegspoorweg ·
Solitudolaanspoorbrug ·
Spaarndammerspoorbrug ·
Strandvlietspoorbrug ·
Tafelbergspoorbrug ·
Tjepmaspoorbrug ·
Transformatorwegspoorbrug ·
Van Swindenspoorbrug ·
Vlaardingenspoorbrug ·
Westerdoksdijkspoorbrug ·
Westertoegangsspoorbrug ·
Wibautspoorbrug ·
Wiltzanghspoorbrug ·
Wijttenbachspoorbrug ·
Zaandijkspoorbrug ·
Zaventemspoorbrug ·
Zeeburgerdijkspoorbrug ·
Zeeburgerpadspoorbrug